# Les Musiciens de Brême
Pour les articles homonymes, voir Les Musiciens de Brême (homonymie).
Les Musiciens de Brême est un conte de Jacob et Wilhelm Grimm. Il figure dans Contes de l'enfance et du foyer, dans la deuxième édition de 1819.

## L’histoire
En Allemagne, dans un village situé non loin de Brême, un meunier vit avec son âne. Ce dernier prenant de l'âge, son maître décide de le tuer pour récupérer sa peau. Mais l'âne pressent les ennuis et s'enfuit la nuit venue. Il décide de se rendre à Brême pour devenir musicien. En chemin, il rencontre un chien  trop âgé pour la chasse et dont le maître veut se débarrasser. L'âne propose alors au chien d'aller avec lui à Brême pour s'engager dans l'orchestre municipal. Plus loin, l'âne et le chien rencontrent un chat et un coq dans la même situation qu'eux, et leur proposent de les suivre sur la route de Brême. 
Un soir, les quatre animaux découvrent une maison habitée par des voleurs. Bien décidés à prendre leur place, ils élaborent un plan pour se débarrasser des voleurs : l'âne se place devant la fenêtre de la maison, le chien monte sur l'âne, le chat sur le chien et le coq sur le chat ; quand ils sont ainsi installés, ils donnent de la voix tous ensemble, bondissent par la fenêtre et les voleurs, effrayés, s'enfuient. Après la disparition des voleurs, les quatre compagnons à pattes décident de s'installer dans la maison.
Le chef des voleurs envoie plus tard un de ses hommes pour voir s'ils peuvent récupérer la maison. Peine perdue : les animaux, dans le noir, l'attaquent et le terrorisent.
Les animaux finissent par s'installer définitivement dans la confortable maison. Ils ne joueront pas à Brême.

## Une interprétation du conte
- On pourrait vraisemblablement voir dans ce conte une autre interprétation du Tétramorphe ou du mythe des quatre vivants de la vision d'Ézéchiel, le lion, le taureau, l'homme et l'aigle[1].

- En Égypte, les animaux  étaient les quatre gardiens du créateur, thème largement repris dans la Bible comme étant les quatre Évangélistes. Mais les similitudes s'arrêtent sans doute à une représentation de quatre animaux faisant fuir des voleurs.[réf. nécessaire]

## Commentaire
- Ce récit est cité dans un poème allemand du XVIe siècle intitulé Frosch Maüseler[2].

- Les Écossais également ont une version à eux qui se nomme Blanc Mouton[3].

- L'épisode 91 du dessin animé japonais Zorori le magnifique contient une légère référence au conte.

- Les protagonistes du manga Bremen sont librement inspirés du conte, et il y est fait référence à plusieurs reprises.

- Dans l'opus Majora's Mask de la série de jeux-vidéo The Legend of Zelda se trouve un masque nommé « masque de Brême » permettant au héros du jeu de faire marcher en rangs les animaux rencontrés, au rythme d'une musique jouée à l'ocarina. Ce masque est offert au joueur par un musicien prétendant avoir fait partie d'une troupe d'animaux.

- Dans le DLC « Blood and Wine » de The Witcher 3, les quatre animaux sont présents dans le monde des contes. Quand Geralt et Syanna passent à côté d'eux, Syanna lui dit qu'ils viennent du conte Les musiciens de Blaviken.

## Représentations statuaires
Les quatre animaux sont statufiés dans diverses villes dont :
en Allemagne
- Brême
- Syke
- Bremervörde, d'où serait originaire l'âne
- Köln-Sülz (de)

hors Allemagne
- Zelenograd, banlieue de Moscou
- Riga (Lettonie), statue de Christa Baumgärtel (de) de 1990, offerte par la ville de Brême (à laquelle est jumelée Riga). La croyance populaire veut que toucher le museau de l'âne porte bonheur, c'est pourquoi la statue est plus brillante et claire à cet endroit.
- Atlanta (États-Unis)
- Fujikawaguchiko (Japon)

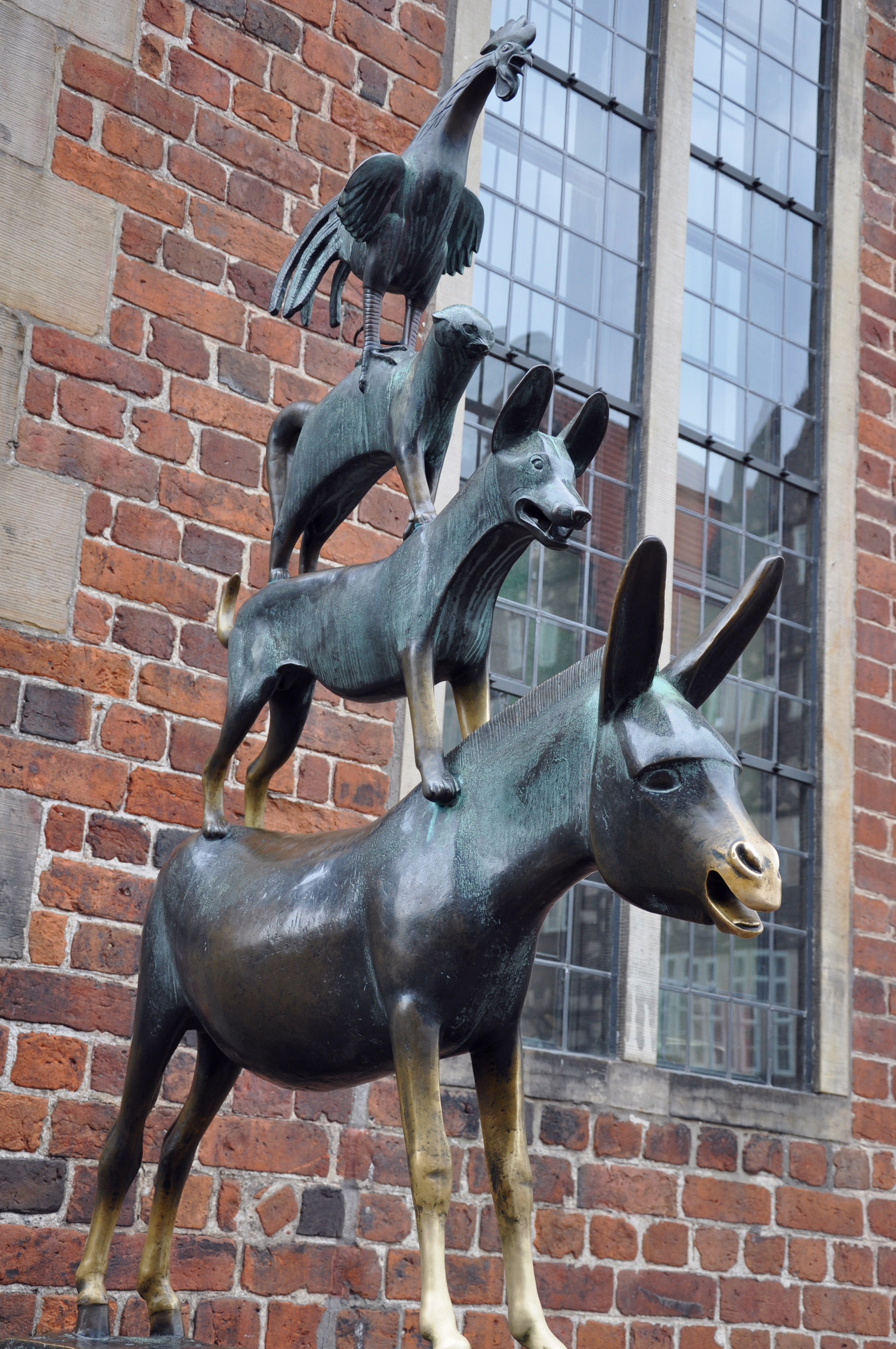
Statue par Gerhard Marcks à Brême
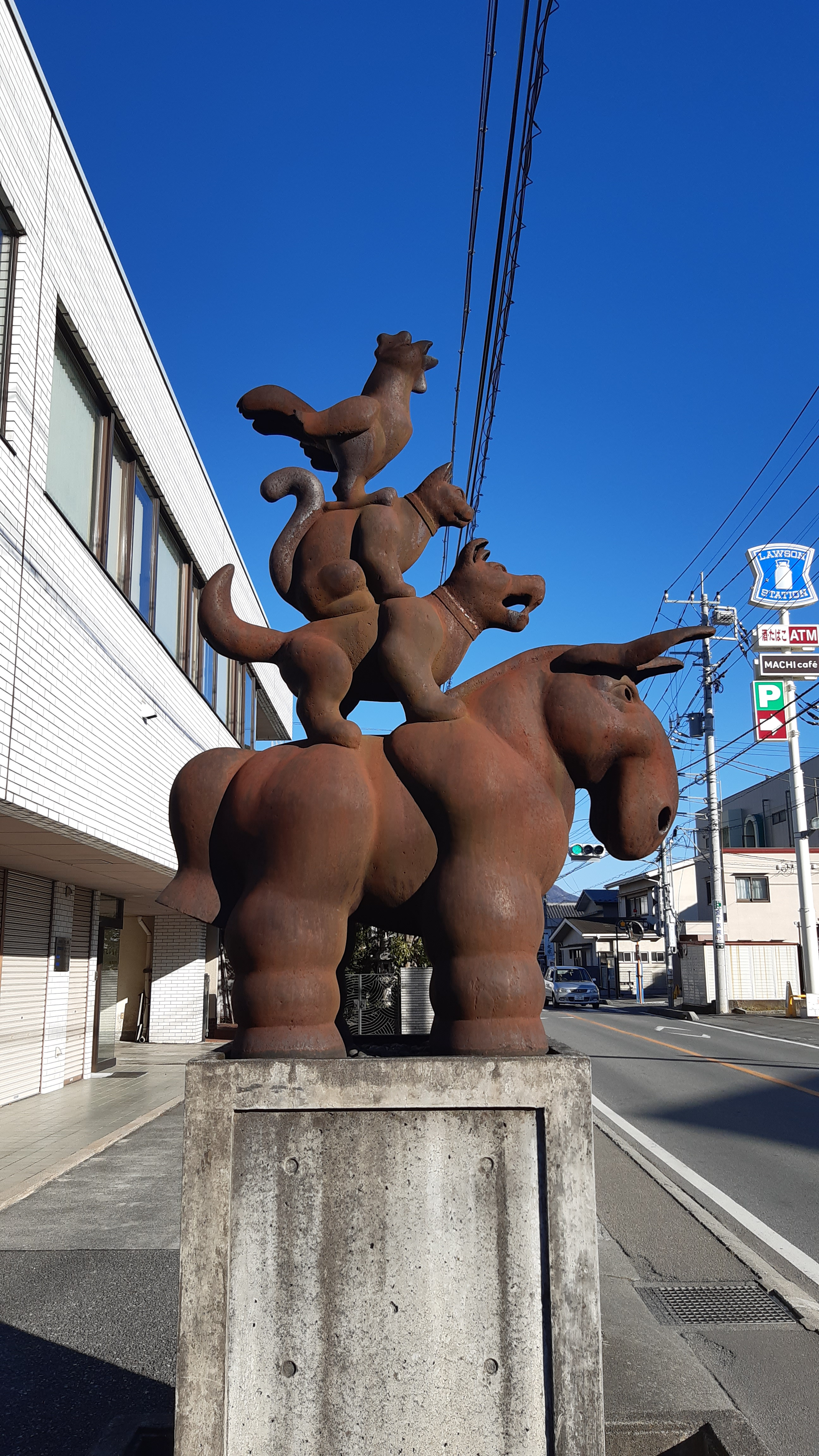
Statue des Musiciens de Brême à Fujikawaguchiko

## Éditions
- Les Musiciens de Brême, illustrations de Gerda Muller, collection du Père Castor no 265, 1958
- Les Musiciens de Brême et autres contes, Jacob et Wilhelm Grimm, adaptation de Muriel, illustrations en couleur: Gerti Mauser-Lichtl, illustrations en noir: R. Christiant, Éditions des Deux coqs d'or, coll. L'Étoile d'or, no 90, 1968; réédition: 181 p., 1972
- Les Musiciens de Brême, illustrations de Fanny Dreyer, 2013, La Joie de Lire.
- Les quatre musiciens de Brême, illustrations de Gerda Muller, 2014, L'École des loisirs,  (ISBN 9782211220361)